# Uruguai nos Jogos Pan-Americanos de 1999
O Uruguai competiu nos Jogos Pan-Americanos de 1999, em Winnipeg, no Canadá.